# يرمل
يُرْمُل (الاسم العلمي Ammomanes)، جنس طيور من فصيلة القبرية.

## التصنيف والتنظيم

### الأنواع المستجدة
يضم اليرمل الأنواع الثلاثة التالية:
- قبرة صحراوية (Ammomanes deserti)
- قنبرة بادية مصرية (Ammomanes cinctura)
- قبرة صهباء الذيل (Ammomanes cinctura)

### الأنواع السابقة
الأنواع التي كانت تُصنف سابقًا ضمن جنس اليرمل:
- قبرة شهباء ( as Ammomanes grayi)[6]
- قبرة حمراء (as Ammomanes burra or Ammomanes burrus)[7]
- قبرة بارلو (as Pseudammomanes barlowi)[8]
- قنبرة دن (as Ammomanes dunni)[9]